# Eternity (pel·lícula de 1990)
Eternity és una pel·lícula dramàtica nord-americana de 1990 dirigida per Steven Paul i escrita per Jon Voight amb Paul i la seva mare Dorothy Koster Paul. El tema de la pel·lícula és la reencarnació.

## Trama
Voight lluita amb el seu germà, interpretat per Armand Assante, per un regne medieval. Es desperta i veu tothom a la seva vida real com a reencarnacions de la gent del seu somni. Assante és ara un industrial que vol controlar els mitjans de comunicació i la presidència dels EUA. Intenta comprar el programa de televisió de Voight per silenciar-lo.

## Repartiment
- Jon Voight com a Edward/James
- Armand Assante com a Romi/Sean
- Wilford Brimley com a Rei/Eric
- Eileen Davidson com a Dahlia/Valerie
- Frankie Valli com a contribuent/Guido

## Producció
La planificació d'Eternity va tenir lloc més de sis anys abans del seu llançament, sota el títol provisional Avatar. Jon Voight va signar per interpretar el protagonista de la pel·lícula, marcant el seu retorn al cinema després d'una absència de tres anys. Voight havia estat treballant en la pel·lícula durant la seva etapa de planificació i havia coescrit el guió. Michael Legrand va ser confirmat per escriure la partitura de Eternity. El rodatge va tenir lloc durant un període de set setmanes durant el gener i el febrer de 1989 a Los Angeles i els seus voltants. By August 1989 the movie had gone into post production status.

## Estrena
Voight i Paul havien pensat inicialment que Eternity rebés una estrena en cinemes als Estats Units al voltant de l'Acció de Gràcies o el Nadal, but plans for this fell through. "Eternity" es va llançar directament al vídeo domèstic el 20 de novembre de 1990 a través de Academy Entertainment.

## Recepció
Roger Taylor, de la Casper Star-Tribune, va criticar la pel·lícula, afirmant que "Els espectadors gairebé podrien sentir vergonya pels professionals que hi van aparèixer si no fos pel fet que Jon Voight rep un crèdit parcial pel guió."